# Gobernación de Simbirsk
La gobernación de Simbirsk (en ruso: Симбирская губерния) fue una división administrativa del Imperio ruso y después de la R.S.F.S. de Rusia, ubicada sobre el curso medio del Volga y con capital en la ciudad de Simbirsk. Creada en 1796, la gobernación existió hasta 1924 bajo su nombre inicial antes de ser renombrada Uliánovsk, el nuevo nombre de su capital. En 1928 la gobernación fue integrada al óblast del Volga Medio.

## Geografía
La gobernación de Simbirsk limitaba al norte con la de Kazán y, en el sentido de las agujas de un reloj, por las de Samara, Sarátov, Penza y Nizhni Nóvgorod.
El territorio de la gobernación de Simbirsk se encuentra hoy en día principalmente en la óblast de Uliánovsk, y algunas zonas en Chuvasia y Tartaristán.

## Subdivisiones administrativas
De 1850 a 1924 la gobernación de Simbirsk estaba dividida en ocho uyezds: Alátyr, Ardátov, Buinsk, Korsún, Kurmych, Senguilei, Simbirsk y Syzran.

## Población
En 1897 la población del gobierno era de 1 527 848 habitantes, de los cuales 68,0% eran rusos, 12,4% eran mordvinos, 10,5% eran chuvasios y 8,8% eran tártaros.